# Кападоча (Л'Аквила)
Кападоча (итал. Cappadocia) је насеље у Италији у округу Л'Аквила, региону Абруцо.
Према процени из 2011. у насељу је живело 243 становника. Насеље се налази на надморској висини од 1099 м.